# Invision Power Board
Invision Power Board, também conhecido como IPB ou IP.Board,  é um sistema de comunidades (fórum de discussão) para web desenvolvido em PHP e MySQL (pode-se também adquirir em MS SQL ou Oracle). É desenvolvido e mantido pela empresa americana Invision Power Services, Inc.

## História
A Invision Power Services (IPS) abriu as portas em 2002 por Matt Mecham e Charles Warner. Seu primeiro produto foi o Invision Power Board, mais popularmente conhecido como IPB ou IP.Board.
Embora os desenvolvedores mantivessem a idéia que o IPB seria sempre um software grátis, em 2004, encerrou sua participação nesse mercado com a chegada da versão 2.0.0.
A versão 1.3, então, foi a última versão grátis da série, e a IPS ainda permite que esta seja utilizada, mas não a disponibiliza para download e nem oferece suporte. A partir daí então, com a chegada da 2.0.0 o IPB se torna um software comercial, de uso não-público.
Sua versão mais recente é a 4.3.6.

## Últimas versões
- 1.3.x - Última versão: 1.3.1 - 8 de Agosto, 2004
- 2.0.x - Última versão: 2.0.4- 21 de Setembro, 2004
- 2.1.x - Última versão: 2.1.7 - 13 de Julho, 2006
- 2.2.x - Última versão: 2.2.2 - 22 de Fevereiro, 2007
- 2.3.x - Última versão: 2.3.6 - 02 de Outubro, 2008
- 3.0.x - Última versão: 3.0.5 - 07 de Outubro, 2009
- 3.1.x - Última versão: 3.1.4 - 18 de Novembro, 2010
- 3.2.x - Última versão: 3.2.3 - 18 de Outubro, 2011
- 3.3.x - Última versão: 3.3.4 - 11 de Julho, 2012
- 3.4.x - Última versão: 3.4.1 - 12 de Dezembro, 2012
- 3.4.x - Última versão: 3.4.9 - 30 de Maio, 2015
- 4.1.x - Última versão: 4.1.19.4 - 10 de Maio, 2017
- 4.2.x - Última versão: 4.1.9 - 18 de abril, 2018
- 4.3.x - Última versão: 4.3.6 - 08 de outubro, 2018